# Pomatostomus
Pomatostomus is een geslacht van zangvogels uit de familie Pomatostomidae. Deze soorten worden ook wel raltimalia's genoemd. De naam babbelaar suggereert verwantschap met de soorten uit het geslacht Turdoides, maar dit is niet zo. Dit zijn soorten uit een andere familie, die alleen voorkomt in Australië en Nieuw-Guinea.

## Soorten
Het geslacht kent de volgende soorten:
- Pomatostomus halli – Halls babbelaar
- Pomatostomus ruficeps – Roodkruinbabbelaar
- Pomatostomus superciliosus – Witbrauwbabbelaar
- Pomatostomus temporalis – Grijskruinbabbelaar